# QDevelop
QDevelop — свободная среда разработки программного обеспечения для Qt.

## Описание
Цель QDevelop состоит в том, чтобы обеспечивать кросс-платформенное программирование в наиболее используемых средах, в GNU/Linux, Windows NT и Mac OS X, используя один и тот же IDE. Каждая из этих сред уже использует свою собственную, зачастую более высокопроизводительную IDE, примерами являются Visual Studio в Windows NT и KDevelop в Linux. Их недостатком является ограничение на одну среду.
QDevelop не представляет собой облегчённую или имитирующую версию KDevelop. Эта IDE, использующая Qt4, абсолютно независима от KDevelop. Менее функциональный, но более лёгкий в использовании QDevelop способен работать на разных платформах. Другая отличительная черта QDevelop от KDevelop — совершенно разный исходный код.
В особенности QDevelop входит поддержка Qt Designer для создания графического интерфейса, что превращает связку из QDevelop и Qt Designer в среду визуальной разработки и тем самым соответствует концепту быстрой разработки приложений (RAD). Также поддерживается [Qt Linguist] для осуществления интернационализации.
Развитие QDevelop началось в 2006 г. Жан-Люком Биордом.

## Возможности
- Кросс-платформенное ПО: Поддержка GNU/Linux/X11, Windows NT 5.0+, Mac OS X и FreeBSD.
- Чтение и запись файлов проекта (с некоторыми маленькими ограничениями), интеграция со средствами Designer и uic для создания GUI.
- Мощный редактор текста с функцией дополнения кода, подсветкой синтаксиса, закладками, автоматической расстановкой скобок и табуляций, автосохранением перед компиляцией, номерами строк и подсвечиванием строки с кареткой.
- Обозреватель классов, позволяющий программисту просматривать структуру классов, членов и функций. Также обозреватель объектов GUI позволяет быстро создать необходимую функцию (например, для нажатия кнопки) и объявить её в классе.
- Отладка программы с использованием GNU Debugger. Установка точек прерывания по нажатию на номер строки. Локальные переменные показываются автоматически, когда программа останавливается на точке прерывания.
- Строки с ошибками или предупреждениями компилятора сразу подсвечиваются в редакторе кода.
- Независимая компиляция каждого проекта. Перекомпиляция только изменённых проектов.
- Интеграция справочной системы с Qt Assistant.